# 大月麗子
大月 麗子（おおつき れいこ、1945年12月19日 - ）は、日本の女優である。本名・初期芸名は古賀 京子（こが きょうこ）。大月 礼子とクレジット表記された作品も存在する。高校卒業した1964年（昭和39年）の夏に映画界にデビュー、1967年（昭和42年）に初主演を果たす。代表作は渡辺護監督の『㊙湯の町 夜のひとで』（1970年公開）。
同時代に東映の女優であった古賀京子とは異なる。

## 人物・来歴

### 成人映画の時代
1945年（昭和20年）12月19日、第二次世界大戦終戦から4か月後の福岡県に生まれる。
1961年（昭和36年）4月、高等学校に入学、1964年（昭和39年）3月、高校卒業するとともに東京へ移る。同年夏、東京放送（現在のTBSテレビ）に所属する社員ディレクターであった今野勉が、脚本家の浅間虹兒に持ち掛けられて匿名の「グループ創造」名義で監督した『裸虫』に古賀 京子の名で出演したのが、映画界へのデビュー作とされる。同作は、同年11月1日に公開されたが、同作に先行する同年8月26日に公開された『女蕩し』（監督大井三郎）にも出演した記録が残っている。1965年（昭和40年）11月に公開された『埋蔵金物語 残虐の穴』（監督関孝二）に出演してから、女優としての本格的キャリアが始まった。
『日本映画発達史』の田中純一郎は、同書のなかで黎明期の成人映画界のおもな出演者として、扇町京子、橘桂子、城山路子（光岡早苗と同一人物）、内田高子、香取環、新高恵子、松井康子、西朱実、朝日陽子、火鳥こずえ、華村明子、森美沙、湯川美沙、光岡早苗、路加奈子、有川二郎、里見孝二、川部修詩、佐伯秀男の名を挙げているが、大月の名は挙げられていない。しかしながら泉は、1964年という初期の時期にデビュー、田中が同様に黎明期のおもな脚本家・監督として挙げた、関孝二の成人映画転向後の初期作品（『埋蔵金物語 残虐の穴』）に出演している。独立系成人映画の初期から活動する女優であり、泉ユリ（1946年 - ）、林美樹（1946年 - ）、清水世津（1943年 - ）、美矢かほる（1944年 - ）、桂奈美（1945年 - ）、路加奈子（1943年 - ）、火鳥こずえ（1943年 - ）と同世代の女優である。年齢の割には年長に見えるため、まだ満21歳であった1967年（昭和42年）時点でもすでに『戯れ』（監督山下治）や『スペシャル』（監督関孝二）での芸者役、『おんな泣かせ』（監督酒匂真直）での人妻役、『日本性犯罪史 通り魔』（監督山下治）での母役、といった年上タイプの役どころを演じた。同年に公開された『初もの 日本㊙風俗史』（監督新藤孝衛）で初主演を果たした。
1968年（昭和43年）には、まだ「日活ロマンポルノ」（1971年 - 1988年）を開始していなかった日活がいくつか成人映画に触手を伸ばしており、児井英生の青山プロダクションが製作した『女浮世風呂』（監督井田探、脚本山崎巌）に清水世津、辰巳典子、美矢かほる、林美樹、谷ナオミ、乱孝寿、内田高子、火鳥こずえらとともに出演、同じく同じく『ある色魔の告白 色欲の果て』（監督江崎実生、脚本山崎巌）に乱孝寿、清水世津、高月絢子、火鳥こずえ、辰巳典子、美矢かほる、橘桂子、林美樹、高鳥和子、真湖道代らとともに出演、それぞれ同年7月10日、同年8月14日に公開された。当時、専門誌『成人映画』の編集長であった川島のぶ子は、「和服のよく似合う日本的な女優」と評し、「遅まきながらクローズアップされる」とスタートから4年を経ての注目を指摘した。1970年（昭和45年）8月に公開された主演作『㊙湯の町 夜のひとで』が代表作とされる。大月が劇中でアンダーグラウンドのブルーフィルム女優を演じた同作は、公開当時にも話題になり同年11月に発行された『映画芸術』には大和屋竺によるシナリオが掲載され、同作はその後も渡辺護の傑作として語り継がれた
1971年（昭和46年）11月、日活が成人映画路線に全面的に舵を切り、「日活ロマンポルノ」を開始すると、ワールド映画の営業部長であった藤村政治が設立したプリマ企画が製作していた作品が日活配給で封切られるようになり、同年12月29日に公開された『吸いつく白い肌』（監督秋山駿）に主演したほか、日活製作による田中真理の主演作『おんな天国 子だね貰います』（監督小原宏裕、1972年6月17日公開）や、若松プロダクションが製作して東映が配給した宮下順子の主演作『㊙高校生の性生活』（監督中川亘、1972年11月7日公開）に助演、向井プロダクションが製作して同じく東映が配給した『団地妻㊙研究会』（監督向井寛、1973年3月3日公開）に主演している。1973年（昭和48年）5月12日に公開された東宝映画製作、東宝配給作品である一般映画『戦争を知らない子供たち』（監督松本正志）にも出演した。
1976年（昭和51年）前後まで「名脇役としてピンク映画界では貴重な存在」（川島）として出演を続けたが、引退している。記録に残る最後の出演作は同年11月16日公開の『姦淫のざんげ ある強盗の手記』（監督小林悟）への助演であった。1980年（昭和55年）12月31日に発行された『日本映画俳優全集・女優編』の大月の項の記述には、引退後は福岡市内でビル経営を行っている、とある。以降の消息は知られておらず、存命であれば2014年（平成26年）には満69歳である。

### 再評価
2009年（平成21年）2月28日 - 同年3月20日にシアターイメージフォーラムで行われた「WE ARE THE PINK SCHOOL! 日本性愛映画史 1965-2008 70年代黄金期」の特集上映で、主演作『㊙湯の町 夜のひとで』（3月7日・9日・11日・13日）が上映された。同作は、2014年（平成26年）10月11日 - 同31日にユーロスペースで行われた「渡辺護 追悼 そして『たからぶね』の船出」の特集上映でも、デジタル上映された（同月12日・31日）。海外では、2009年11月13日 - 同22日に行われた第50回テッサロニキ国際映画祭、2011年（平成23年）7月21日 - 同31日にポーランドのヴロツワフで行われた第11回エラ・ノヴェ・ホリゾンティ映画祭等で上映されている。
アップリンクは、同作ならびに主演作『夜這い虫』のDVDビデオグラムを2004年（平成16年）6月25日、2011年6月3日にそれぞれ発売した。

## フィルモグラフィ
クレジットはすべて「出演」である。東京国立近代美術館フィルムセンター（NFC）等の所蔵・現存状況についても記す。

### 1964年 - 1966年
- 『女蕩し』[1]（『女蕩らし』[8]） : 製作松崎耿三、監督大井三郎、主演阿井久美子、製作エイコー映画・新東宝興業、配給新東宝興業、1964年7月審査・8月26日公開（成人映画・映倫番号 13665）  - 「古賀京子」名義で出演
- 『裸虫』（はだかむし） : 製作矢元照雄、監督グループ創造、脚本浅間虹兒、主演大須賀美春、製作・配給国映、1964年11月1日公開（成人映画・映倫番号 13690）  - 「古賀京子」名義で出演[1]
- 『埋蔵金物語 残虐の穴』 : 製作野呂一平、監督関孝二、主演橘桂子、製作新日本映画、配給国映、1965年11月審査・公開（成人映画・映倫番号 不明）
- 『泣かされた女』 : 製作菜穂俊一、監督山下治、脚本奥脇敏夫、主演水城リカ、製作・配給ワールド映画、1966年3月審査・公開（成人映画・映倫番号 不明）  - 「大月礼子」名義で出演

### 1967年
- 『戯れ』 : 監督山下治、主演飛鳥公子、製作青年群像、配給関東映配、1967年2月審査・公開（成人映画・映倫番号 不明） - 出演・「芸者まりこ」役
- 『スペシャル』 : 製作矢元照雄、監督関孝二、主演小柳リカ・谷ナオミ、製作新日本映画、配給国映、1967年4月公開（成人映画・映倫番号 不明）  - 「大月礼子」名義で出演・「芸者」役
- 『若妻の匂い』 : 製作有馬猛、監督片岡均、主演南田将二・相原香織、製作光映画、配給大蔵映画、1967年8月1日公開（成人映画・映倫番号 15001）
- 『ピンクの挑発』 : 製作原田博幸、監督新藤孝衛、脚本白坂明、主演美矢かほる、製作青年芸術映画協会、配給関東ムービー配給社、1967年8月11日公開（成人映画・映倫番号 15026）
- 『おんな泣かせ』 : 監督・脚本酒匂真直、主演美矢かほる、製作・配給六邦映画、1967年10月24日公開（成人映画・映倫番号 不明）  - 「大月礼子」名義で出演・「純一の妻春江」役、66分の上映用プリントをNFCが所蔵[7]
- 『日本性犯罪史 通り魔』 : 監督山下治、主演加賀奈織美、製作青年群像、配給関東映配、1967年11月14日公開（成人映画・映倫番号 15117） - 出演・「よしえの母みつ」役
- 『浮気妻』 : 監督新藤孝衛、主演柳川優子、製作青年芸術映画協会、配給関東ムービー配給社、1967年12月11日公開（成人映画・映倫番号 15114） - 出演、65分の16mmフィルム版上映用プリントをデジタルミームが所蔵[15]
- 『濡れ場』 : 監督・脚本酒匂真直、主演中山美理、製作中央プロダクション、配給六邦映画、1967年12月11日公開（成人映画・映倫番号 15187）  - 出演・「大宮君子」役、69分の上映用プリントをNFCが所蔵[7]
- 『初もの 日本㊙風俗史』[7]（『日本㊙風俗史・初もの』[8]） : 製作原田博幸、監督新藤孝衛、製作青年芸術映画協会、配給関東ムービー配給社、1967年公開（成人映画・映倫番号 不明） - 主演（初主演）
- 『四畳半裏ばなし』 : 製作福田晴一、主演清水世津、製作・配給六邦映画、1967年公開（成人映画・映倫番号 不明） - 出演、73分の上映用プリントをNFCが所蔵[7]

### 1968年
- 『性本能と結婚』 : 監督小川欽也、主演谷ナオミ・井上幸子、製作・配給大蔵映画、1967年審査・1968年1月3日公開（成人映画・映倫番号 不明）  - 「大月礼子」名義で出演
- 『婚前交情記』 : 製作清一世、監督山本晋也、製作東京興映、配給新東宝興業、1968年5月公開（成人映画・映倫番号 15300） - 主演
- 『女子学生 極秘日記』 : 製作原田博幸、監督新藤孝衛、主演原美子、製作青年芸術映画協会、配給関東ムービー配給社、1968年6月公開（成人映画・映倫番号 15373）
- 『女浮世風呂』 : 企画児井英生、監督井田探、脚本山崎巌、主演葉山良二、製作青山プロダクション、配給日活、1968年7月10日公開（成人映画・映倫番号 15430） - 出演・「ちせ」役
- 『女子学生性の迷路』 : 監督小川欽也、主演辰巳典子、製作・配給大蔵映画、1968年7月30日公開（成人映画・映倫番号 15454）
- 『ある色魔の告白 色欲の果て』 : 企画児井英生、監督江崎実生、脚本山崎巌、主演高品格・藤木孝、製作青山プロダクション、配給日活、1968年8月14日公開（成人映画・映倫番号 15484） - 出演・「大川光子」役
- 『女のたこ部屋』 : 企画・製作結城真伍、監督武田有生、主演辰巳典子、製作・配給六邦映画、1968年10月公開（成人映画・映倫番号 15577） - 出演、68分の上映用プリントをNFCが所蔵[7]
- 『穴をねらえ!』 : 製作原田博幸、監督新藤孝衛、脚本白坂明、主演港雄一・木咲陽子、製作青年芸術映画協会、配給関東ムービー配給社、1968年11月公開（成人映画・映倫番号 15528）  - 出演・「レズビアンの女A」役
- 『色狼』 : 製作小諸次郎、監督佐々木元、製作青年群像、配給関東映配、1968年公開（成人映画・映倫番号 不明） - 主演

### 1969年
- 『夜の技巧』 : 製作上松宗夫、監督佐々木元、主演清水世津・星リナ、製作上松プロダクション、配給日映、1969年1月公開（成人映画・映倫番号 15600）  - 「大月礼子」名義で出演
- 『日本三代好色伝』 : 製作鈴木実、監督関孝二、主演辰巳典子・相原香織、製作東京プロダクション、配給国映、1969年1月公開（成人映画・映倫番号 15667）
- 『日本裸女絵巻』[8]（『日本裸絵巻』[11]） : 製作清一世、監督小森白、製作東京興映、配給新東宝興業関西、1969年1月公開（成人映画・映倫番号 15700）
- 『素肌の密戯』[8]（『素肌の密戟』[11]） : 監督武田有生、主演辰巳典子・ハニーレーヌ、製作・配給六邦映画、1969年2月公開（成人映画・映倫番号 15735）
- 『好色一代 無法松』 : 企画・監督武田有生、主演港雄一・辰巳典子、製作・配給六邦映画、1969年3月公開（成人映画・映倫番号 15765）
- 『性診断旅行』（セックスしんだんりょこう） : 監督武田有生、脚本団鬼六、主演辰巳典子、製作・配給中央映画、1969年3月審査・公開（成人映画・映倫番号 不明） - 出演、67分の上映用プリントをNFCが所蔵[7]
- 『色道無宿』 : 製作馬場内弘、監督結城康生、脚本池田正一、主演辰巳典子、製作・配給日本シネマ、1969年3月公開（成人映画・映倫番号 15796） - 出演、65分の上映用プリントをNFCが所蔵[7]
- 『異常の性 年上の女』 : 企画・製作清一世、監督萩原遼、助監督栗原幸治、主演乱孝寿・嵯波美也子、製作東京興映、配給新東宝興業、1969年4月公開（成人映画・映倫番号 不明）
- 『未亡人下宿』 : 企画・製作清一世、監督山本晋也、助監督栗原幸治、主演森美千代・小島マリ、製作東京興映、配給新東宝興業、1969年6月公開（成人映画・映倫番号 15916）
- 『競艶おんな極道 色道二十八人衆』[11]（『色道二十八人衆』[8]） : 企画・監督武田有生、主演珠瑠美・林美樹、製作・配給六邦映画、1969年6月公開（成人映画・映倫番号 15919）
- 『性科相談 完全なる避妊』[11]（『完全なる避妊』[8]） : 企画・製作清一世、監督山本晋也、助監督栗原幸治、主演桜英美子・浜裕子、製作東京興映、配給新東宝興業、1969年7月公開（成人映画・映倫番号 15965）
- 『異常集団』 : 企画・製作清一世、監督志賀隆、助監督栗原幸治、主演江島祐子・嵯波美也子、製作東京興映、配給新東宝興業、1969年10月公開（成人映画・映倫番号 16073）
- 『桃色秘密ルート』 : 企画・製作清一世、監督橘明、主演江島祐子、製作東京興映、配給新東宝興業、1969年10月公開（成人映画・映倫番号 16089）
- 『痴漢の限界』 : 企画・製作清一世、監督山本晋也、助監督中川亘、主演北村淳・清水世津、製作・配給東京興映・新東宝興業関西、1969年公開（成人映画・映倫番号 不明）  - 出演・「エイ子」役

### 1970年
- 『売春暴行白書 性暴力を斬る』 : 監督渡辺護、脚本門前忍、主演青山リマ、製作・配給葵映画、1970年3月公開（成人映画・映倫番号 不明） - 「大月礼子」名義で出演
- 『色ぼけ四十八態』 : 製作和泉聖治、監督木俣堯喬、主演相原香織、製作プロダクション鷹、配給ミリオンフィルム、1970年5月公開（成人映画・映倫番号 16298） - 出演、67分の上映用プリントをNFCが所蔵[7]
- 『いろ餓鬼交情記』 : 監督武田有生、製作・配給六邦映画、1970年5月16日審査・公開（成人映画・映倫番号 不明）
- 『女高生性教育講座』 : 監督渡辺護、脚本中原圭介、主演朝美映子・高見ユキ、製作・配給葵映画、1970年7月公開（成人映画・映倫番号 不明）
- 『㊙湯の町 夜のひとで』 : 監督渡辺護、脚本日野洸、共演吉田純、製作・配給関東映配、1970年8月審査・公開（成人映画・映倫番号 不明） - 主演・「女優・雀」役、上映用プリントをNFCが所蔵[27]・70分の原版が現存・2004年アップリンクがDVD発売[10]

### 1971年
- 『好色夫婦』 : 監督佐々木元（梅沢薫とも）、主演真湖道代、製作関東映配、配給OP映画配給、1971年3月公開（4月公開とも、成人映画・映倫番号 16701）
- 『㊙欲情物語 ボディー洗い』[7]（『ボディ洗い』[8]） : 製作馬場内弘、監督佐々木元、助監督高橋伴、主演東祐里子、製作・配給日本シネマ、1971年11月10日審査・公開（成人映画・映倫番号 16975） - 出演・「ふさえ」役、67分の上映用プリントをNFCが所蔵[7]
- 『エロだらけの人生』[16]（『エロだらけの一生』[8][11]） : 監督秋山駿、主演谷身知子・小島マリ、製作21世紀プロダクション・ワールド映画、配給OP映画配給、1971年11月公開（成人映画・映倫番号 16978）
- 『裸のニッポン 主婦・女高生売春』[11]（『主婦女高生売春』[8]） : 監督・脚本小林悟、共演桜マミ・藤ひろ子、製作・配給葵映画、1971年12月公開（成人映画・映倫番号 16988） - 主演
- 『夜の本番 エロテスト』[7][11]（『エロテスト』[8]） : 製作馬場内弘、監督佐々木元、脚本池田正一、主演杉村久美、製作・配給日本シネマ、1971年12月公開（成人映画・映倫番号 17010） - 出演、69分の上映用プリントをNFCが所蔵[7]
- 『吸いつく白い肌』 : 監督秋山駿、脚本原良輔、共演泉ユリ、製作プリマ企画、配給日活、1971年12月29日公開（成人映画・映倫番号 不明） - 主演

### 1972年
- 『愛のエクスタシー』 : 監督・脚本松原次郎、主演真湖道代、製作プリマ企画、配給日活、1972年2月9日公開（成人映画・映倫番号 不明）
- 『日本欲情系図』 : 監督向井寛、主演青山美沙、製作・配給大蔵映画、1972年2月公開（成人映画・映倫番号 不明）
- 『東京女とエロ事師』 : 監督喜多川勉、脚本奈加圭司、主演大橋マリ、製作プリマ企画、配給日活、1972年3月1日公開（成人映画・映倫番号 不明）
- 『祇園寝物語 京娘の初夜』 : 監督佐々木元、主演小川マリヤ、製作ワールド映画、配給OP映画配給、1972年3月公開（4月公開とも、成人映画・映倫番号 17139）
- 『女は夜の匂い』 : 監督小田切三郎、主演珠瑠美・谷身知子、製作・配給ミリオンフィルム、1972年4月公開（成人映画・映倫番号 17109）
- 『小股切れ味 罠のある性』[8]（『小股の切れ味 罠のある性』[11]） : 監督稲尾実、主演青山美沙、製作大東映画、配給OP映画配給、1972年4月公開（成人映画・映倫番号 17110）
- 『野獣の挽歌 貞操泥棒』[7][11]（『貞操泥棒』[8]） : 製作馬場内弘、監督佐々木元、脚本池田正一、共演山本昌平・杉村久美、製作・配給日本シネマ、1972年4月製作・公開（成人映画・映倫番号 17160） - 主演、71分の上映用プリントをNFCが所蔵[7]
- 『性神風土記2 秘められた愛』 : 監督秋山駿、脚本代々木忠、主演千原和歌子、製作プリマ企画、配給日活、1972年6月7日公開（成人映画・映倫番号 不明）
- 『おんな天国 子だね貰います』 : 企画三浦朗、監督小原宏裕、主演田中真理、製作・配給日活、1972年6月17日公開（成人映画・映倫番号 17203）  - 出演・「美那子」役
- 『性神風土記3 赤い妖精』 : 監督中村幻児、脚本代々木忠、主演杉村久美、製作プリマ企画、配給日活、1972年6月28日公開（成人映画・映倫番号 不明）
- 『恍惚! 昂奮! 二人だけの夜』 : 監督加奈沢史郎、製作ゴールドプロモーション、1972年6月審査・公開（成人映画・映倫番号 不明） - 主演
- 『セックス裏入門』 : 監督小川卓寛（「小川欽也」名義とも）、主演林美樹・乱孝寿、製作・配給大蔵映画、1972年8月公開（9月公開とも、成人映画・映倫番号 17242）
- 『感じる若妻』 : 監督新船澄孝、主演小島マリ・港雄一、製作関東ムービー配給社、配給OP映画配給、1972年9月公開（10月公開とも、成人映画・映倫番号 17321）
- 『乳房変身』 : 監督沢賢介、主演瀬良美以、製作関東ムービー配給社、配給OP映画配給、1972年11月公開（成人映画・映倫番号 17404）
- 『㊙高校生の性生活』 : 監督中川亘、主演宮下順子・青山美沙、製作若松プロダクション、配給東映、1972年11月7日公開（成人映画・映倫番号 17421）
- 『夜這い虫』 : 監督若林孟[14]（笹塚稔[10]）、主演丘えり子、製作プリマ企画、配給日活、1972年12月9日公開（成人映画・映倫番号 不明） - 出演、71分の原版が現存・2011年アップリンクがDVD発売[10]

### 1973年
- 『日本猟奇事件』[7][11]（改題『谷ナオミ 緊縛』『日本猟奇人身御供 日本猟奇事件より』[11]） : 企画清一世、監督小森白・山本晋也・堀越善明、主演谷ナオミ・宮下順子、製作東京興映、配給新東宝興業、1973年1月公開（成人映画・映倫番号 17489） - 出演、80分の上映用プリントをNFCが所蔵[7]
- 『団地妻㊙研究会』 : 監督向井寛、共演大辻伺郎・火鳥こずえ、製作向井プロダクション、配給東映、1973年3月3日公開（成人映画・映倫番号 17544） - 主演
- 『にっぽんセックスまん遊記』 : 監督秋山駿、脚本池田正一、主演真湖道代、製作プリマ企画、配給日活、1973年3月14日公開（成人映画・映倫番号 17389）
- 『発情女乱れ斬り』 : 監督岸本恵一、主演真湖道代・野上正義、製作コーホーフィルム、配給ミリオンフィルム、1973年4月公開（成人映画・映倫番号 17544） - 出演、69分の上映用プリントをNFCが所蔵[7]
- 『女色盗り物語』[11]（『好色盗り物語』[16]） : 監督門前忍、主演北見マヤ・青山リマ、製作大東映画、配給OP映画配給、1973年4月公開（成人映画・映倫番号 17561）
- 『戦争を知らない子供たち』 : 製作針生宏、監督松本正志、原案北山修、脚本大和屋竺・藤田敏八・古俣則男・松本正志、製作東宝映画、配給東宝、1973年5月12日公開（映倫番号 17143）

### 1974年 - 1976年
- 『性のうずき』 : 監督・脚本秋山駿、主演真湖道代、製作プリマ企画、配給日活、1974年10月5日公開（成人映画・映倫番号 17245）
- 『にっぽんエロばなし』[27]（1980年2月再映題『誘惑若妻犯し』[11][27]） : 監督稲尾実、主演小杉じゅん、製作・配給新東宝映画、1975年1月公開（成人映画・映倫番号 18254） - 出演、『誘惑若妻犯し』題の上映用プリントをNFCが所蔵[27]
- 『毒婦性絵巻　実録お梅色ごよみ』[16]（『実録毒婦性絵巻 実録梅色ごよみ』[11]） : 監督佐々木元、共演志摩京子、製作・配給大蔵映画、1975年1月28日公開（成人映画・映倫番号 18258） - 主演
- 『姦淫のざんげ ある強盗の手記』 : 監督小林悟、主演乱孝寿・結城レナ、製作東活プロダクション、配給東活、1976年11月16日公開（成人映画・映倫番号 不明）

## ビブリオグラフィ
国立国会図書館蔵書等にみる書誌である。
- 「新魅力探検 - 大月麗子のエクスタシー」 : 『成人映画』第55号所収、現代工房、1970年8月1日発行
- 「目で見る履歴書 - 大月麗子のすべて」 : 『映画エロチカ封切館 PINKY』昭和47年8月号所収、東京三世社、1972年8月発行
- 「あの艶技をもう一度」大月麗子・城新子・小島マリ・青山美沙 : 『映画エロトピア'78 CINEMA SPOT』6月号所収、サン出版、1978年6月発行